# Gornji Božinci
Gornji Božinci (cyr. Горњи Божинци) – wieś w Bośni i Hercegowinie, w Republice Serbskiej, w gminie Derventa. W 2013 roku liczyła 55 mieszkańców.